# Hyles anatolica
Hyles anatolica är en fjärilsart som beskrevs av Hans Rebel 1933. Hyles anatolica ingår i släktet Hyles och familjen svärmare. Inga underarter finns listade i Catalogue of Life.